# اليمن في الألعاب البارالمبية
ظهرت اليمن لأول مرة في الألعاب البارالمبية، في دورة الألعاب البارالمبية الصيفية عام 1992 في برشلونة، إسبانيا (3 سبتمبر 1992 -  15 سبتمبر 1992) حيث أرسلت ثلاث ممثلين من الرجال، لم يفز أي منهم بميدالية.
لاحقا، لم تشارك اليمن في أيّ ألعاب بارالمبية صيفية حتى دورة الألعاب البارالمبية الصيفية لعام 2020 في طوكيو، اليابان، بينما لم تشارك قط في الألعاب البارالمبية الشتوية.

## جدول الميداليات[3][4][5]
| الدورة               | ميدالية ذهبية | ميدالية فضية | ميدالية برونزية | المجموع | المركز |
| برشلونة / مدريد 1992 | 0             | 0            | 0               | 0       | -      |
| طوكيو 2020           | 0             | 0            | 0               | 0       | -      |
| باريس 2024           | 0             | 0            | 0               | 0       | -      |

## وصلات خارجية
• مشاركة اليمن في دورة الألعاب البارالمبية 2024 في باريس، فرنسا.